# Alejandra Andreu
Alejandra Andreu (sinh 25 tháng 2 năm 1990 tại Tây Ban Nha) là Hoa hậu Quốc tế 2008.

## Hoa hậu Tây Ban Nha 2008
Alejandra Andreu đại diện Zaragoza tại cuộc thi Hoa hậu Tây Ban Nha 2008 (Miss España 2008) và đã dừng lại ở vị trí thứ 3 - á hậu 2 . Á hậu 1 của cuộc thi là cô Claudia Moro - top 10 người đẹp nhất tại Hoa hậu Hoàn vũ 2008 tổ chức tại Việt Nam. Và người thắng cuộc, cô Patricia Rodríguez đến từ Tenerife sẽ đại diện Tây Ban Nha tại cuộc thi Hoa hậu Thế giới 2008 ở Nam Phi.

## Hoa hậu Quốc tế 2008
Trong đêm chung kết được tổ chức tại The Venetian Macao, Macau vào ngày 8 tháng 11 năm 2008, Alejandra đã trở thành người đẹp Tây Ban Nha thứ 3 đăng quang ngôi vị Hoa hậu Quốc tế, trước đó ít phút cô cũng đã được trao giải hoa hậu ảnh.

2 người đẹp Tây Ban Nha từng đăng quang ngôi vị này là Pilar Medina (1977) và Silvia de Esteban (1990). Đây đồng thời là chiến thắng đầu tiên của Tây Ban Nha trong Tứ đại Hoa hậu từ năm 1990.